# Out of Mind (Stargate SG-1)
Out of Mind (Confusión en Latinoamérica, Desde el Fondo de la Mente en España) es el vigésimo segundo episodio de la segunda temporada de la serie de televisión de ciencia ficción Stargate SG-1, y el cuadragésimo cuarto capítulo de toda la serie. Corresponde a la Parte 1 de 2 capítulos, siendo seguida por "Into the Fire".

## Trama
O'Neill despierta en el SGC después de 79 años, estando en suspensión criogénica. El nuevo General de la base le dice que el resto de su unidad también había vuelto congelada, pero que estaba ya muerta. Usando un dispositivo Tok'ra tratan de hacerle recordar quien lo congeló, para poder hacer una alianza con dicha entidad, debido a que las colonias de la Tierra están en guerra con los Goa'uld y están perdiendo. Sin embargo, el Coronel no sabe que Daniel y Carter también están vivos en el complejo. A ellos también les dicen que el resto está muerto y les hacen las mismas preguntas sobre quien los congeló. No obstante, O'Neill descubre la verdad y la expone al resto. No están en el futuro, sino en una replica del SGC dentro de una base pirámide, hecha por un Goa'uld, que resulta ser Hathor. Teal'c es el único miembro del SG-1 que vuelve al verdadero SGC, sin embargo solo recupera la conciencia 2 semanas después de la captura del resto del equipo. Dice que fueron emboscados por Guardias Horus y Guardias Serpientes (una extraña combinación, dice). Durante este tiempo, se han realizados varios intentos por hallarlos, pero ahora Hammond ya está perdiendo las esperanzas de encontrarlos y por este motivo Teal'c renuncia al SGC, para volver a Chulak donde él seguirá la búsqueda del SG-1. Mientras tanto, Hathor está buscando un anfitrión entre el SG-1, para un simbionte Goa'uld. Solo queda decidir quien será.

## Artistas invitados
- Teryl Rothery como la Dra. Janet Fraiser.
- Suanne Braun como Hathor.
- Tom Butler como el Mayor General Trofsky.
- Samantha Ferris como la Dra. Raully.